# مرکز ورزش‌های آبی توکیو
مرکز ورزش‌های آبی توکیو (به انگلیسی: Tokyo Aquatics Centre) ورزشگاهی مخصوص ورزش‌های آبی در شهر توکیو، ژاپن است.
این ورزشگاه در سال ۲۰۱۷ شروع به ساخت و در سال ۲۰۲۰ افتتاح شده است، مسابقات ورزش‌های آبی بازی‌های المپیک تابستانی ۲۰۲۰ در این ورزشگاه انجام میشود.